# Sabrina Jonnier
Sabrina Jonnier (Hyères, 19 agosto 1981) è un'ex mountain biker francese.
Specialista del downhill, è stata campionessa del mondo nel 2006 a Rotorua e nel 2007 a Fort William, vincendo inoltre cinque edizioni della Coppa del mondo di specialità.

## Palmarès
- 1999

Campionati del mondo, Downhill (Åre)
- 2000

1ª prova Coppa del mondo, Downhill (Les Gets)
Campionati francesi, Downhill
- 2001

8ª prova Coppa del mondo, Downhill (Mont-Sainte-Anne)
Campionati francesi, Dual slalom
- 2002

4ª prova Coppa del mondo, Four-cross (Telluride)
- 2003

Classifica finale Coppa del mondo, Downhill
- 2004

4ª prova Coppa del mondo, Downhill (Mont-Sainte-Anne)
3ª prova Coppa del mondo, Four-cross (Schladming)
4ª prova Coppa del mondo, Four-cross (Mont-Sainte-Anne)
5ª prova Coppa del mondo, Four-cross (Calgary)
Classifica finale Coppa del mondo, Four-cross
- 2005

1ª prova Coppa del mondo, Downhill (Vigo)
6ª prova Coppa del mondo, Downhill (Angel Fire Resort)
Classifica finale Coppa del mondo, Downhill
- 2006

Campionati del mondo, Downhill (Rotorua)
4ª prova Coppa del mondo, Downhill (Mont-Sainte-Anne)
6ª prova Coppa del mondo, Downhill (Schladming)
- 2007

Campionati del mondo, Downhill (Fort William)
Campionati europei, Downhill
1ª prova Coppa del mondo, Downhill (Vigo)
3ª prova Coppa del mondo, Downhill (Mont-Sainte-Anne)
Classifica finale Coppa del mondo, Downhill
Campionati francesi, Downhill
- 2008

1ª prova Coppa del mondo, Downhill (Maribor)
Campionati europei, Downhill
- 2009

2ª prova Coppa del mondo, Downhill (La Bresse)
3ª prova Coppa del mondo, Downhill (Vallnord)
4ª prova Coppa del mondo, Downhill (Fort William)
5ª prova Coppa del mondo, Downhill (Maribor)
6ª prova Coppa del mondo, Downhill (Mont-Sainte-Anne)
7ª prova Coppa del mondo, Downhill (Bromont)
Classifica finale Coppa del mondo, Downhill
- 2010

2ª prova Coppa del mondo, Downhill (Fort William)
3ª prova Coppa del mondo, Downhill (Leogang)
Classifica finale Coppa del mondo, Downhill
Campionati francesi, Downhill
- 2017

4X First Round Azur Bike Park, Four cross (con Roquebrune-sur-Argens)

## Piazzamenti

### Competizioni mondiali
- Campionati del mondo[1]

Cairns 1996 - Downhill Juniores: 2ª
Château-d'Œx 1997 - Downhill Juniores: 3ª
Mont Sainte-Anne 1998 - Downhill Juniores: 2ª
Åre 1999 - Downhill Juniores: vincitrice
Sierra Nevada 2000 - Downhill: 5ª
Sierra Nevada 2000 - Dual slalom: 3ª
Vail 2001 - Downhill: 4ª
Vail 2001 - Dual slalom: 6ª
Kaprun 2002 - Downhill: 5ª
Kaprun 2002 - Dual slalom: 3ª
Lugano 2003 - Downhill: 2ª
Lugano 2003 - Dual slalom: 2ª
Livigno 2005 - Downhill: 2ª
Rotorua 2006 - Downhill: vincitrice
Fort William 2007 - Downhill: vincitrice
Val di Sole 2008 - Downhill: 2ª
Val di Sole 2008 - Four cross: 9ª
Mont-Sainte-Anne 2010 - Downhill: 2ª
Champéry 2011 - Downhill: 6ª
Leogang 2012 - Downhill: 14ª
- Coppa del mondo

2000 - Downhill: 4ª
2000 - Dual slalom: 4ª
2001 - Downhill: 3ª
2001 - Dual slalom: 4ª
2002 - Downhill: 2ª
2002 - Four-cross: 2ª
2003 - Downhill: vincitrice
2003 - Four-cross: 2ª
2004 - Downhill: 2ª
2004 - Four-cross: vincitrice
2005 - Downhill: vincitrice
2006 - Downhill: 2ª
2007 - Downhill: vincitrice
2008 - Downhill: 2ª
2009 - Downhill: vincitrice
2010 - Downhill: vincitrice
2011 - Downhill: 5ª